# Miss Afrique du Sud 2005
Miss Afrique du Sud 2005, est la 51e élection de Miss Afrique du Sud, s'est déroulée le 10 décembre 2005 au Superbowl de Sun City.
La cérémonie a été consacrée à la campagne de sensibilisation 16-days qui se bat contre la violence faite aux femmes et aux enfants.
La gagnante, Nokuthula Sithole, succède à Claudia Henkel, Miss Afrique du Sud 2004. La même soirée, l'élection de Miss SA Teen a eu lieu, qui fut remporté par Bertha Marie Le Roux, âgée de 17 ans.

## Classement final
| Titre                    | Candidates                                                |
| ------------------------ | --------------------------------------------------------- |
| Miss Afrique du Sud 2005 | - Gauteng - Nokuthula Sithole                             |
| 1re princesse            | - Cap occidental - Avumile Qongqo                         |
| 2e princesse             | - Gauteng - Matapa Maila                                  |
| Top 5                    | - Cap occidental - Julia Jansch - Gauteng - Refiloe Tloti |

## Candidates
- Robyn-Leigh Cedras
- Jodi Godden
- Sanchia Ho Hip
- Julia Jansch
- Jessica Knight
- Matapa Maila
- Moroesi Musi
- Avumile Qongqo
- Sarah-Kate Seaward
- Nokuthula Sithole
- Refiloe Tloti

## Observations